# Forum Könyvkiadó

A Forum Könyvkiadó logója 2018-ban. A logót Kabách Edina tervezte.

A Forum Könyvkiadó (Forum Könyvkiadó Intézet) a vajdasági magyarság legjelentősebb könyv- és folyóiratkiadással foglalkozó intézménye. Az 1957-ben alapított kiadó székhelye Újvidék. A Forum Könyvkiadó a fennállása során több mint 2250 címszóval gazdagította a magyar nyelvű könyvkiadást, s olyan rangos folyóiratok jelennek meg általa, mint az 1934-ben alapított Híd folyóirat és a társadalomtudományokkal foglalkozó Létünk.

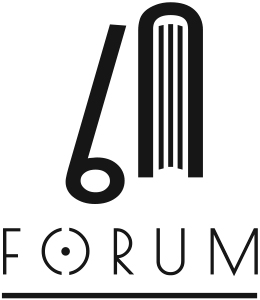
A Forum Könyvkiadó hatvanadik évfordulójára készült logó.

## Története
A Forum Könyvkiadó 1957. február 8-án alakult meg azzal az elsődleges céllal, hogy szépirodalmi és tudományos munkákat, valamint idegen nyelvű kötetek magyar nyelvű fordítását jelentesse meg. Kisvártatva a jugoszláviai magyar irodalom legjelentősebb intézményévé nőtte ki magát.
„A Forum Könyvkiadó elmúlt huszonöt esztendeje a jugoszláviai magyar irodalom és művelődés negyed évszázadával forrt össze. Nem lehet irodalmunk és művelődésünk történetéről érdemben szólni anélkül, hogy a Forum Könyvkiadó irodalmi szerepét és jelentőségét ne érintenénk… Irodalomtörténeti értékű és jelentőségű szerepről beszélünk: irodalmunk alakulástörténetére kiható, karakterét alapvetően befolyásoló, az írói pályákat mintegy megszabó volt, s létezését ma is ez jellemzi a munkájával, tevékenységével összekapcsolódott anyagi és szellemi tőke és szervezettség révén…” (Bori Imre akadémikus, a Forum 25. évfordulója kapcsán elmondott beszédében.)
Noha a Forum Könyvkiadó mindig is leginkább szépirodalmi művek gondozását vállalta magára, számos néprajzi, történeti, filozófiai, irodalomelméleti, helytörténeti munkát is megjelentetett, s ugyancsak több szótár- és lexikon-sorozatot is. Egyszerre volt a vajdasági magyarság hagyományainak továbbörökítője, s a legújabb irodalmi művek és filozófiai gondolatok terjesztője. 
"A Forum Könyvkiadó az irodalmi, a művelődési és a tudományos életben fejti ki kiadói tevékenységét, elsősorban magyar nyelven. Meghatározó és egyben megkülönböztető vonása, hogy nem szakosított kiadó, hiszen egykoron a jugoszláviai, majd immáron vajdasági magyar irodalom, művelődés és tudomány eredményeit tárja az olvasó elé. Így egyaránt vállalja a hagyományfeltárás és a legkorszerűbb törekvések támogatását, a művek kiadását, de az eredmények és törekvések felmérését is. A Kiadó – mély meggyőződésem szerint – megalakulása óta (és ez nem elkoptatott frázis) itteni, tehát vajdasági kultúránk közvetítője volt és maradt az olvasó felé, ugyanakkor az itteni soknemzetiségű kultúrák között közvetítő híd szerepét is betöltötte.” (Bordás Győző, a kiadó egykori igazgató-főszerkesztője a Forum hatvanadik évfordulóján elmondott beszédéből.)

### A korai nemzedék (1957–1965)
A Forum Könyvkiadó első megjelentetett könyve Brunet Elemér általános iskolásoknak szánt szerbhorvát nyelvű tankönyve volt. A kezdeti időszakban olyan jelentős vajdasági magyar írók és költők munkái kerültek ki a nyomdából, mint Sinkó Ervin, Szirmai Károly, Gál László, Majtényi Mihály, Fehér Ferenc, Herceg János, Pap József, Kalapis Zoltán, Varga Zoltán, Koncz István, Gion Nándor, Podolszki József. Tisztelegve a két háború közötti irodalomalapító előtt, Szenteleky Kornél teljes életműve olvashatóvá vált, s ugyancsak nyomdába kerültek B. Szabó György és Bori Imre írásai is. A Forumból indult szinte valamennyi vajdasági magyar író, az ún. huszonnyolcas írógeneráció éppúgy, mint a máig legjelentősebb Symposion-nemzedék tucatnyi írója, költője, kritikusa, irodalomtörténésze.

### A kiteljesedés korszaka (1965–1991)
A Forum legjelentősebb időszakát a 60-as, 70-es és a 80-as évtizedek jelentették. A könyvei ekkor több tízezres példányszámban jelentek meg, s rendre eljutottak a magyarországi és nyugat-európai olvasókhoz is. A kiadónak ekkor számos könyvsorozata futott egy időben, s közös kiadásai jelentek meg az Európa Könyvkiadóval, a pécsi Jelenkorral, a Kossuth Kiadóval, a Gondolat Kiadóval, az Akadémiai Kiadóval. Az elsőkötetesek Gemma-sorozatán belül jelentek meg 1976-tól Szombathy Bálint, Sziveri János, Fenyvesi Ottó, Hódi Sándor, Harkai Vass Éva, Thomka Beáta, Sebők Zoltán, Fekete J. József, Apró István, Beszédes István, Bozsik Péter, Majoros Sándor, Lovas Ildikó, Verebes Ernő és mások művei.
Ugyanakkor a kiadó a hagyományokról sem feledkezett meg. Ennek szellemében indult, s bontakozott ki az irodalmi és kulturális örökséget felmutató Hagyományok sorozata éppúgy, mint a zömmel még régebbi, témáiban egészen a középkorba nyúló Kövek művelődéstörténeti edíció, de sorozatot kaptak a képzőművészek, a monográfiaírók és a nyelvművelők is. A kiadó ezeken felül kiadott politikai, történelmi, társadalomtudományi, jogi, nyelvészeti, pszichológiai, pedagógiai, építészeti tárgyú könyveket, olykor-olykor pedig iskoláskor előtti, egyetemi tankönyveket, szótárakat, vallási jellegű könyveket, írói és szakbibliográfiákat is. A Forum különös gondot fordított a gyermek- és ifjúsági irodalomra.
A Kismonográfiák könyvsorozat olyan írói életműveket, pályákat vázolt föl irodalomtudományi igényességgel, mint Krúdy Gyula, Kosztolányi Dezső, Móricz Zsigmond, József Attila, Juhász Ferenc munkássága, a jugoszláv írók közül Miroslav Krleža és Ivo Andrić opusa, a vajdasági magyar írók közül Szenteleky Kornél, Sinkó Ervin, Fehér Ferenc, Majtényi Mihály, Herceg János, Ács Károly életműve.
A Forum Kiskönyvtár főleg művelődéstörténeti, néprajzi, régészeti, egészségügyi, lélektani-szociológiai tanulmányokat közölt olyan ismert szerzőktől, mint Matijevics Lajos, Szekeres László, Hódi Sándor és Jung Károly. A Képzőművészeti Kismonográfiák sorozatában Pechán József, Nagyapáti Kukac Péter, Oláh Sándor, Balázs G. Árpád, Sáfrány Imre és Faragó Endre munkássága kapott helyet.
A hatvanas évek elején, amikor a magyarországi könyvek nem juthattak el Jugoszláviába, a Forum kétnyelvű Ady Endre-, József Attila-, Radnóti Miklós- és Weöres Sándor-köteteket adott ki. Ugyanekkor jelent meg több mű Illyés Gyulától, Déry Tibortól, Móricz Zsigmondtól, Karinthy Frigyestől és Szabó Magdától. A Forum Könyvkiadó számos jugoszláv író könyvét adta ki magyarul vagy kétnyelvű (szerbhorvát/horvátszerb–magyar kiadásban). Csuka Zoltán műfordító mintegy száz irodalmi művet ültetett át magyar nyelvre, köztük több kötetben a később Nobel-díjassá lett Ivo Andrić regényeit és elbeszéléseit, Miroslav Krleža, Dobrica Ćosić, Meša Selimović, Borislav Stanković műveit, később pedig, immáron Borbély János, Ács Károly, Vujicsics Sztoján és Marietta, valamint Brasnyó István és Csordás Gábor fordításában Miloš Crnjanski, Tin Ujević, Danilo Kiš, Vasko Popa, Aleksandar Tišma, Stevan Raičković, Milorad Pavić, David Albahari műveit. Ebbe a sorba tartozott a Bán Imre–Barta János–Czine Mihály magyar irodalomtörténetének szerb nyelvű kiadása is.
A Forum Könyvkiadó külön ügyelt nemcsak a kiadott művek értékére, de a könyvek esztétikus és művészi megjelenésére is. A Kiadó művei felismerhetőek voltak nemcsak Belgrádban és Budapesten, hanem Frankfurtban, Lipcsében, Bolognában és másutt, ahova könyves rendezvényre eljutottak. Kapitány László, Illés Lajos és Tomcsányi László számos grafikusi díjat szerzett munkáikkal, Léphaft Pál, Baráth Attila, Penovác Endre, Csernik Attila pedig a könyvek illusztrátoraiként részesültek elismerésben.
Ebben az időszakban jelentek meg a Forum és az Európa Könyvkiadó közös kiadásban világirodalmi alkotások is. Sokszor hatvan-nyolcvan ezres példányban jelentek meg Alberto Moravia, Stefan Zweig, Vladimir Nabokov, John Updike, Graham Green és Stephen King regényei.
Ugyancsak a Forumnál kezdték pályafutásukat az Új-Symposion folyóirat körül gyülekező írók, költők, filozófusok és irodalmárok is. Tolnai Ottó, Domonkos István, Losoncz Alpár, Faragó Kornélia, Sziveri János, Fenyvesi Ottó, Végel László, valamint Balázs Attila, Thomka Beáta, Szombathy Bálint, Kontra Ferenc, Radics Viktória, Fekete J. József, Bicskei Zoltán művei a mai napig rendszeresen a Forum Könyvkiadónál jelennek meg.

### A háborús időszak (1991–2000)
A délszláv háborúk, Jugoszlávia szétesése és az ország ellen bevezetett határzár, s az általános elszegényedés súlyos következményekkel járt a szerbiai könyvkiadásra, s különösen a kisebbségi könyvkiadókra és könyvterjesztésre. A Forum könyveit is nyomtató Forum Lap-, Könyv- és Nyomdaipari Vállalat a csőd közelébe jutott, a Forum könyvkereskedései pedig sorra bezártak. A gazdasági zárlat (embargó) bevezetésével teljes egészében megszűnt a külföldi szerzők új műveinek kiadása, mert lehetetlenné vált a szerzői jogok megvásárlása. (A nyolcvanas évek derekán, jogvásárlás tekintetében Jugoszlávia még az ötödik ország volt Európában.)
A kilencvenes években sem szünetelt azonban a könyvkiadás. Gerold László színikritikus, Jung Károly néprajzkutató, Bányai János irodalmár elméleti művei mellett Kontra Ferencnek és Németh Istvánnak több regénye is megjelenik. Csorba Béla publicisztikai válogatása és Várady Tibor jogelméleti művei is ekkor kerülnek nyomdába.

### Napjaink Forum Könyvkiadója

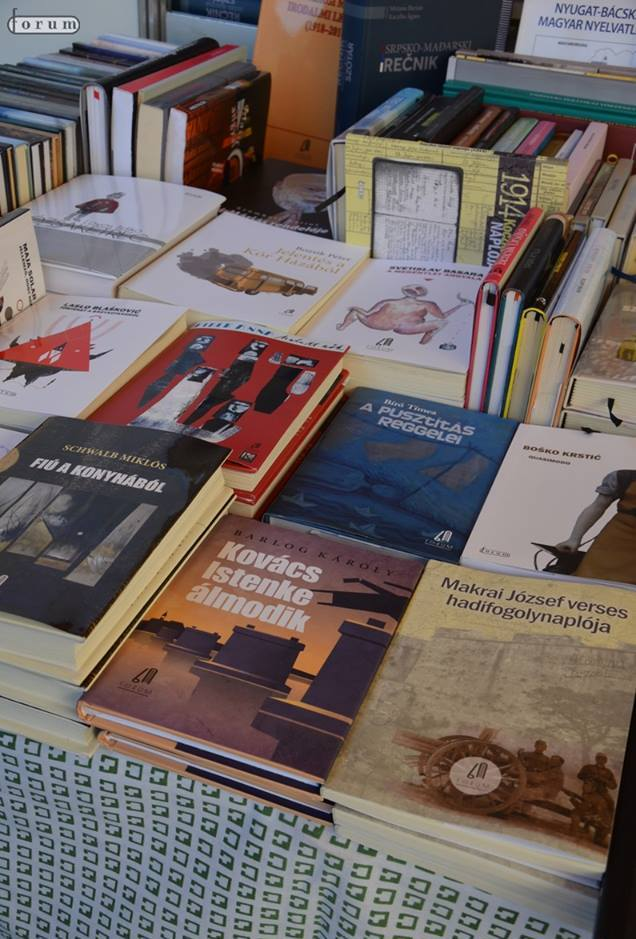
A Forum Könyvkiadó Intézet könyvei a 88. Ünnepi Könyvhéten.

A Forum Könyvkiadó 2008. július 1-jétől Forum Könyvkiadó Intézetként működik, alapítója a Vajdaság Autonóm Tartomány Képviselőháza és a Magyar Nemzeti Tanács.
A 2010-es évektől kezdődően A Forum Könyvkiadónak mind több fiatal alkotót sikerült megszólítania. Az új generáció tagjai közt egyaránt találunk írókat, költőket, műfordítókat, irodalomkritikusokat, drámaírókat és filozófusokat. Számosan a Híd folyóirat fiataljait egybegyűjtő Híd Körben kezdték a publikálást.
Feléledőben a szerb nyelvű kortárs írók fordítása is. Az elmúlt években Vida Ognjenović, Abdullah Sidran, Maja Solar és Svetislav Basara könyvei és verseskötetei jelentek meg magyarul. A Les petits Platons francia könyvkiadó által szerkesztett, gyermekek számára készült filozófiai könyvsorozatnak pedig már két darabja is olvasható a Forum Könyvkiadó Intézet gondozásában.

A Forum Könyvkiadó 2017. február 8-án ünnepelte fennállásának hatvanadik évfordulóját. 
„A Forum és a vonzásterülete mindig is egy intellektuális bázisnak számított és reprezentatív szerepe volt: – Amit ma jónak látok, hogy bele van kódolva a változás, állandó alakulásban van a koncepció, hogy működik egyfajta rugalmasság, hogy változó helyzetekből, az elmozduló kapcsolatokból, a váratlan felismerésekből mindig új és új formai variációk és értékek válnak láthatóvá. Színvonalas kapcsolati hálózatot működtet, szervez, utaztat, eseménykultúrát teremt. A mai munkatársi gárda kortárs vajdasági magyar képzőművészekkel együtt éri el, hogy a könyv, mint műtárgy minőségével és jellegével lépje túl a számszerűség minden fontosságát és tanúskodjon a kor szemléleti és művészeti változásairól. Ezért örvendetes a sok fiatal vizuális látásmód bevonása a könyves szakmába.” (Részlet Faragó Kornélia Kiadó, kisebbség, kiadvány, kultúra című előadásából a Forum Könyvkiadó 60. évfordulóján tartott ünnepségen.)

## Mérföldkövek
- A 100. kiadás (1961) Krv i zlato [Versek] Ady Endre Vér és arany című verseskötetének kétnyelvű kiadása. A verseket Danilo Kiš fordította szerbhorvátra.
- Az 500. kiadás (1966) – Sinkó Ervin Tizennégy nap és Majtényi Mihály Garabonciás és Bige Jóska házassága (regények)
- Az 1000. kiadás (1975) – Burány Nándor Hadjárat (regény)
- A 2000. kiadás (1998) – Bori Imre A jugoszláviai magyar irodalom története

## A Forum díjai
A Forum Könyvkiadó évente három díjat oszt ki: a Híd Irodalmi Díjat, a Forum Képzőművészeti Díjat és a Vajdasági Magyar Művészeti Díjat.

## A Forum igazgató-szerkesztői
- Steinitz Tibor (1957–62)
- Németh P. István (1962–67)
- Juhász Géza (1967–74)
- Fehér Kálmán (1975–83)
- Bányai János (1983–87)
- Bordás Győző (1987–95)
- Toldi Éva (1996–2002)
- Bordás Győző (2002–2007)
- Németh Ferenc (2007–2013)
- Ifj. Virág Gábor (2013–)